# سامر (أفلح الشام)

تعديل مصدري - تعديل

سامر هي إحدى قرى عزلة بني حفيظ والمكارمة بمديرية أفلح الشام التابعة لمحافظة حجة، بلغ تعداد سكانها 710 نسمة حسب تعداد اليمن لعام 2004.